# 베드타임 스토리 (2008년 영화)
《베드타임 스토리》(영어: Bedtime Stories)는 미국에서 제작된 애덤 섕크먼 감독의 2008년 판타지 코미디 영화이다. 애덤 샌들러, 케리 러셀, 가이 피어스, 아이샤 타일러, 러셀 브랜드, 리처드 그리피스, 테리사 파머, 루시 롤리스, 코트니 콕스 등이 출연하였고, 앤드루 건 등이 제작에 참여하였다.
2008년 12월 25일 월트 디즈니 픽처스에 의해 개봉되었다. 비평가들로부터 대체로 부정 평가를 받았으나 박스 오피스에서는 성공을 거두었다.
2020년 3월 5일 디즈니+를 통해 스트리밍되기 시작했다.

## 줄거리
1974년 스키터와 웬디의 아버지 마티는 가업인 모텔 사업이 경영난에 시달리자 훗날 스키터가 어른이 되면 직접 운영하게 한다는 조건을 달고 호텔 체인 CEO인 친구 배리에게 모텔을 판다. 배리는 이를 고급 호텔로 개축한다.
그러나 배리는 약속을 저버리고, 스키터는 25년째 호텔 수리공으로 지내고 있다. 배리는 현 호텔을 버리고 더 큰 새 호텔을 짓겠다는 계획을 발표하며 딸 바이얼릿 애인인 켄들을 지배인으로 내정한다. 한편 웬디는 교장으로 있던 학교가 문을 닫게 되면서 스키터에게 조카 패트릭과 보비를 맡기고 구직을 하러 애리조나주로 떠난다.
첫날 밤 조카들 잠자리에서 스키터는 본인 상황에 빗대어 모든 자격을 갖추고도 무시당하는 한 중세 시대 농부 얘기를 냉소적으로 들려준다. 행복하지 않은 결말에 불만을 품은 아이들은 농부에게 기회가 공정하게 주어져야한다며 이야기를 수정한다.
다음날 놀랍게도 아이들이 꾸며냈던 이야기 부분이 현실이 되어, 배리는 스키터가 켄들을 능가하는 호텔 기획을 제시한다면 지배인 자리를 주겠다고 제안하고, 트럭에서는 검볼이 쏟아지는데...

## 출연
- 애덤 샌들러 - 스키터 브론슨 역
- 케리 러셀 - 질 헤이스팅스 역
- 가이 피어스 - 켄들 덩컨 역
- 러셀 브랜드 - 미키, 스키터의 절친 역
- 리처드 그리피스 - 배리 노팅햄 역
  - 팀 헐리히 - 젊은 배리 역
- 조너선 프라이스 - 마틴 "마티" 브론슨 역
- 코트니 콕스 - 웬디 브론슨 역
- 루시 롤리스 - 애스펀 역
- 테리사 파머 - 바이얼릿 노팅햄 역
- 아이샤 타일러 - 도나 하인드 역
- 로라 앤 키슬링 - 보비 역
- 조너선 모건 하이트 - 패트릭 역
- 캐스린 주스턴 - 딕슨 부인 역
- 애널리스 배소 - 트리샤 스파크스 역
- 닉 스워드슨 - 기사 역
- 앨런 코버트 - 페라리 운전자 역
- 카먼 일렉트라 - 매력적인 여성 역
- 블레이크 클라크 - 모터사이클 운전자 역
- 롭 슈나이더 - 원주민 추장 / 강도 역 (크레디트 미기재)
- 조너선 로크런 - 파티 손님 역

## 기타 제작진
- 배역: 로저 머슨든
- 미술: 린다 더세나
- 의상: 리타 라이액